# متئوس کونیا
متئوس سانتوس کارنیرو کونیا  (انگلیسی: Matheus Cunha؛ زادهٔ ۲۷ مهٔ ۱۹۹۹) بازیکن فوتبال اهل برزیل است که در پست مهاجم برای باشگاه فوتبال منچستریونایتد بازی می‌کند.از باشگاه‌هایی که در آن بازی کرده‌است می‌توان به سیون و لایپزیگ اشاره کرد. 

## عملکرد باشگاهی
کونیا در سال ۲۰۱۷ از کورتیبا به سیون پیوست. او اولین فصل حضور خود در باشگاه سیون را با ۱۰ گل لیگ به پایان رساند. در ۲۴ ژوئن ۲۰۱۸، کنها با قراردادی ۵ ساله به باشگاه لایپزیگ در بوندس لیگا پیوست.
در ۳۱ ژانویه سال ۲۰۲۰، هرتا برلین از امضای قرارداد با متیوس کونیا در توافق‌نامه چهار و نیم ساله خبر داد.

## افتخارات

### ملی
- مسابقات تولون:۲۰۱۹

### فردی
- آقای گل مسابقات تولون:۲۰۱۹

## سبک بازی
متئوس کونیا سرعت و خونسردی استثنایی‌ای حین کنترل توپ دارد. این موضوع، متئوس را قادر به حفظ توپ و پیش‌برد آن در فضاهای تنگ می‌کند. 
متئوس مهارت بالایی در شوت‌های از راه دور و همچنین تمام‌کنندگی با آرامش در زوایای تنگ داخل محوطه جریمه دارد. توانایی ارسال پاس‌های زمینی و خط‌شکن برای قرار دادن هم‌تیمی‌هایش در موقعیت مناسب گل‌زنی نیز او را به بازی‌سازی خطرناک بدل کرده‌اند.
ترکیب ویژگی‌های فیزیکی‌اش با تکنیک دریبل‌زنی ساده اما مؤثر، کونیا را به بازیکنی توانمند برای عبور از مدافعان و جذب توجه حریفان بدل می‌گرداند که فضا را برای هم‌تیمی‌هایش باز می‌کند.